# Martin Kotůlek
Martin Kotůlek (Olomouc, 11 settembre 1969) è un allenatore di calcio ed ex calciatore ceco, di ruolo difensore.

## Carriera

### Club
Iniziò a giocare a calcio con SK Těšetice e TJ Náměšť na Hané. Nel 1986 passò al Sigma Olomouc, squadra con cui giocò ininterrottamente fino al 2000, eccezion fatta per l'annata 1989-1990 passata al Dukla Banská Bystrica durante la quale il calciatore faceva il servizio militare.
Nel 2000 fu ceduto al FC Stavo Artikel Brno e nel 2004 passò all'Opava. Nel 2005 passò in 2.liga all'1. HFK Olomouc con cui terminò la carriera nel 2008.
Con 412 presenze è uno dei calciatori ad avere giocato di più nella massima divisione ceca.

### Nazionale
Con la Cecoslovacchia giocò una partita, mentre con la Rep. Ceca collezionò sette presenze e partecipò all'campionato d'Europa 1996.

### Allenatore
Nella stagione 2008-2009 allenerà il Sigma Olomouc.

## Palmarès

### Giocatore

#### Competizioni nazionali
- Coppa Piano Karl Rappan: 1

Sigma Olomouc: 1986